# Zeemanshoop (schip, 1925)
Zeemanshoop was van 1925-1976 een motorreddingboot van de Koninklijke Noord- en Zuid-Hollandsche Redding-Maatschappij (KNZHRM). 
Ter viering van het 100-jarig bestaan van College Zeemanshoop in Amsterdam werd in 1922 besloten tot de bouw van deze motorreddingboot. Ruim vijftig actieve dienstjaren heeft de Zeemanshoop gehad, waarin 224 keer werd uitgevaren en 341 levens werden gered. Haar eerste thuishaven was Scheveningen, de laatste Urk, vanwaar op 14 juni 1975 de laatste redding plaatsvond.

## Oorlogsjaren

#### Eerste redding
Nadat de regering op 13 mei 1940 naar Engeland was uitgeweken, was Hoek van Holland in handen van de Duitsers, dus anderen die wilden ontsnappen gingen naar Scheveningen. Zo ook de Britse marineattaché in Den Haag, Admiraal Sir Gerald L. Charles Dickens, en zijn assistenten Charles M. Morrell en Louden. Schipper M.J. de Bruin nam hen in de Zeemanshoop mee naar een Britse onderzeeër, waar zij aan boord gingen terwijl ze door Duitsers werden beschoten. De Zeemanshoop keerde ongeschonden naar Scheveningen terug.

#### Tweede redding
Enkele uren later kwamen veertien Nederlandse marineofficieren en vijf Franse militairen naar de Scheveningse haven. Onder hen waren viceadmiraal J Th Furstner en zijn staf en de Franse generaal Eugène Mittelhauser. De Zeemanshoop en de Johanna brachten hen naar zee, waar de Nederlandse torpedoboot Z-5 hen zou komen ophalen. Toen deze niet verscheen, werden de passagiers van de Zeemanshoop overgezet op de Johanna, die vervolgens naar Falmouth voer.

#### Engelandvaart
De Zeemanshoop is op 14 mei 1940 uitgeweken naar Engeland. Er waren 46 opvarenden, namelijk vier studenten en 42 passagiers. Onder de passagiers waren 24 joden. Op 15 mei werden de passagiers overgenomen door een Engelse torpedobootjager. Daarna werd de reddingboot door de Engelsen naar Dover gebracht, waar zij voor de Nederlandse marine fungeerde als communicatievaartuig bij de  mijnenveegdienst te Holyhead en later te Harwich.
Bij het zien van vier schepen aan de horizon werd de Nederlandse vlag gehesen en de vlag van de KNZHRM. Een van die vier schepen bleek de Atjeh te zijn, een Nederlandse sleepboot. De torpedobootjager HMS Venomous nam de vluchtelingen aan boord. 
Via het Rode Kruis hoorde de KNZHRM een jaar later dat het schip veilig in Engeland was aangekomen door het bericht: "het broertje van Dorus, Arthur en Hilda is hier en maakt zich verdienstelijk".

##### Passagiers
De volgende namen van passagiers zijn bekend:
| - Wim Belinfante en zijn zuster Ada - John Blitz - Ro Cohen, broer v. Anna Velmans - ? Daniels - Max en Aal Drukker - echtpaar Fischer - echtpaar Goldsmith - Marien de Jonge - Joseph Jacob van der Laan - Herman Marx, neef van Leo Polak - echtpaar Mayer - Jacob Meier - echtpaar Meuleman - Kurt en Frieda Munzer - Otto Neurath uit Wenen - Leo & Lucie Polak en zoon Thijs - Marie Reidemeister uit Wenen | - Singer - Simon Speyer (Dik) - Joseph Velmans (1890-1956), diamantslijper - Anna Velmans-Cohen (1892-1979), zijn vrouw, inkoopster Bijenkorf - Loet Velmans, hun zoon (1923) - Max Louis Wessel (1919) - Van Wezel - Dr Simon Weijl - P. Zaitichek Vier studenten - Jo Bongaerts (Venlo, 1915), studeerde in Delft, werd piloot, MLD en 320 Sq, ingenieur bij de BPM, Shell directeur in 1966 - Karel R Dahmen (1919) studeerde in Delft, kwam bij de marine, werd ingenieur, emigreerde naar de VS in 1967. - Lou M Meijers, 1ste jaars medisch student, Groningen - Harry Hack, studeerde in Delft |

## Na de oorlog
Na de Tweede Wereldoorlog keerde het schip terug in Nederland en werd het na hersteld te zijn bij Rijkswerf Willemsoord in Den Helder aan de eigenaar teruggegeven. Het deed nog jaren dienst op het IJsselmeer, met als thuishavens Enkhuizen, Hindeloopen (1952), Nijkerk (1961) en Urk (1966),

#### Eigenaars
- Ter Schiphorst, v.a. 1976, nieuwe naam: de Hoop
- I.C. Rijf, nieuwe naam: Zeemeeuw. Hij liet het stuurhuis vergroten.
- Jan Vrieswijk
- Hans de Jong, v.a. 1999, hij liet in 2002 de Glennifer-motor vervangen door een Volvo Penta MD 67C van 160pk.
- Theo de Boer, v.a. 2005, nieuwe thuishaven de Museumhaven Zeemanshoop in Ballum op Ameland
- Stichting Neeltje Jacoba 1929 v.a. 2015, thuishaven Museumhaven Zeemanshoop